# Kontraktile Vakuole

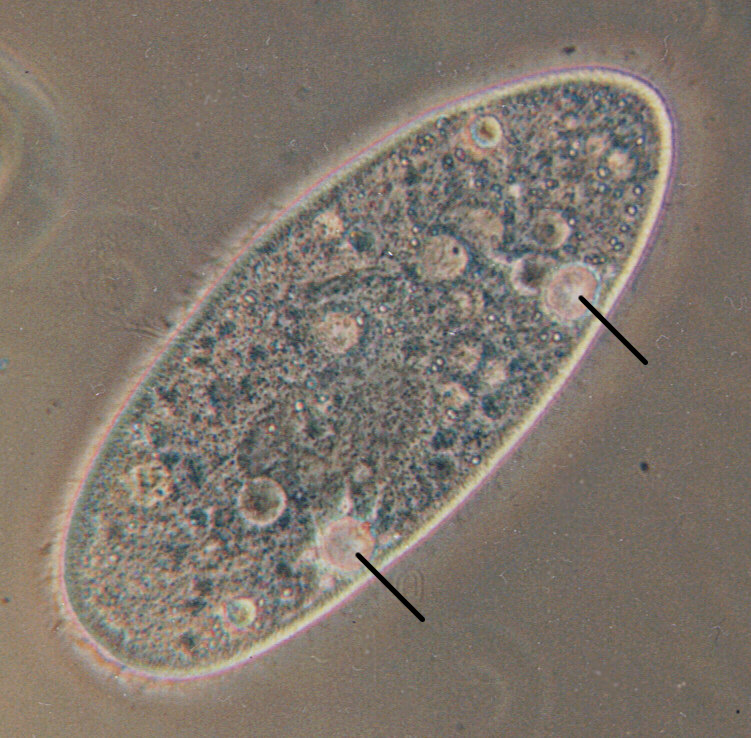
Das Pantoffeltierchen Paramecium aurelia
mit kontraktilen Vakuolen und zuführenden Radiarkanälen

Kontraktile Vakuolen (früher auch: pulsierende Vakuolen) sind kontrahierende Bläschen, z. B. bei Pantoffeltierchen oder Euglena. Sie dienen der Wasserausscheidung, indem sie sich rhythmisch vergrößern und dabei Flüssigkeit aus dem Cytoplasma aufnehmen und nach außen abgeben. Dieses ist notwendig, da durch Osmose ständig Wasser in ihre Zelle strömt. Dieser Wassereinstrom kommt durch den höheren osmotischen Innendruck zustande. Die Salzkonzentration innerhalb der Zellen ist also höher als in dem sie umgebenden Süßwasser. Ohne die kontraktilen Vakuolen würden die Zellen platzen.
Erhöht man in einem Experiment den Salzgehalt des umgebenden Wassers, so nimmt der Wassereinstrom immer mehr ab und die Aktivität der kontraktilen Vakuolen sinkt. Aus diesem Grund besitzen viele marine Arten keine kontraktilen Vakuolen; der Salzgehalt ihres inneren Milieus entspricht oft weitestgehend dem des umgebenden Mediums.

## Funktionsweise
Mit Protonenpumpen pumpt die Zelle Protonen in die kontraktile Vakuole. Der so entstehende Protonengradient dient dann als Energiequelle für den Transport von Ionen (vermutlich Carbonat) in die Vakuole. Die hohe Salzkonzentration führt dazu, dass Wasser aus dem Cytoplasma in die Vakuole diffundiert. Hat die Vakuole genügend Wasser aufgenommen, fusioniert sie mit der Zellmembran, oder öffnet – falls vorhanden – den Porus, sodass das Wasser aus der Zelle ausgeschleust wird.